# Ours dans les Pyrénées

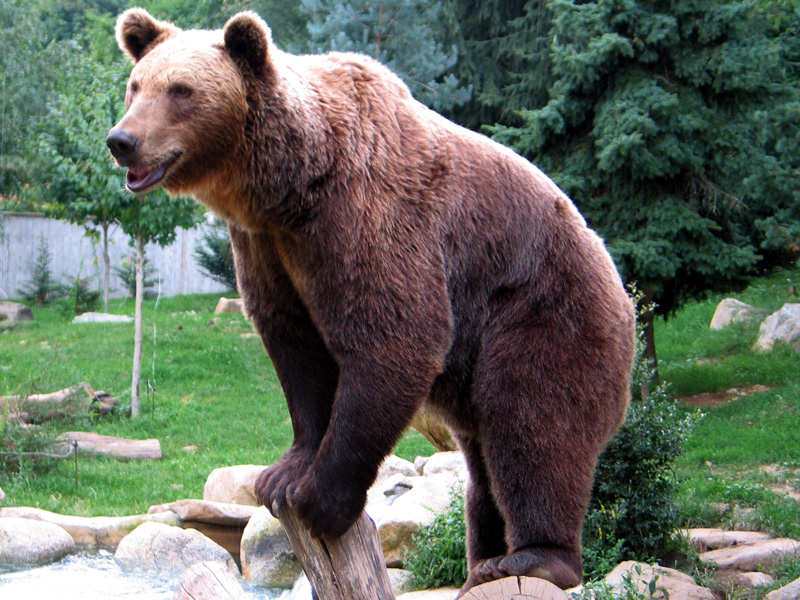
Un ours brun en captivité dans le parc animalier des Pyrénées.

L'ours est présent dans les Pyrénées depuis des centaines de milliers d'années. La population actuelle d'ours brun eurasien (Ursus arctos arctos, sous-espèce d'ours brun) qui vit sur les versants français et espagnol des Pyrénées est souvent nommée « ours des Pyrénées » ; il ne s'agit pas d'une espèce à part entière : c'est un sous-groupe de population d'ours bruns extrêmement réduite. Elle a fait l'objet d'une importante médiatisation ces dernières années, opposant les éleveurs pyrénéens, qui lui attribuent de très nombreux dégâts, aux partisans de sa conservation et du renforcement de sa population qui veulent éviter sa disparition. Une large polémique s'est créée autour de ce grand mammifère qui demeure traditionnellement présent dans les Pyrénées alors qu'il a disparu de toutes les autres régions de France au cours de l'Histoire. Mondialement, l'ours brun eurasien n'est pas considéré comme une espèce menacée par l'Union internationale pour la conservation de la nature.
L'ours dans les Pyrénées possède également une place symbolique, puisque le culte de l'ours est attesté à travers les divinités du panthéon pyrénéen associées à cet animal jusqu'aux carnavals folkloriques qui perdurent à l'époque moderne. Les nombreuses toponymies issues de ce plantigrade, un légendaire foisonnant et les contes populaires circulant à son sujet témoignent d'une importance de premier plan pour l'ours dans les Pyrénées et à toutes les époques. Les montreurs d'ours pyrénéens, en particulier ariégeois, ont acquis une réputation de savoir-faire bien au-delà de leurs frontières d'origine.

## Histoire et répartition de l'ours pyrénéen

### Origines et contexte européen

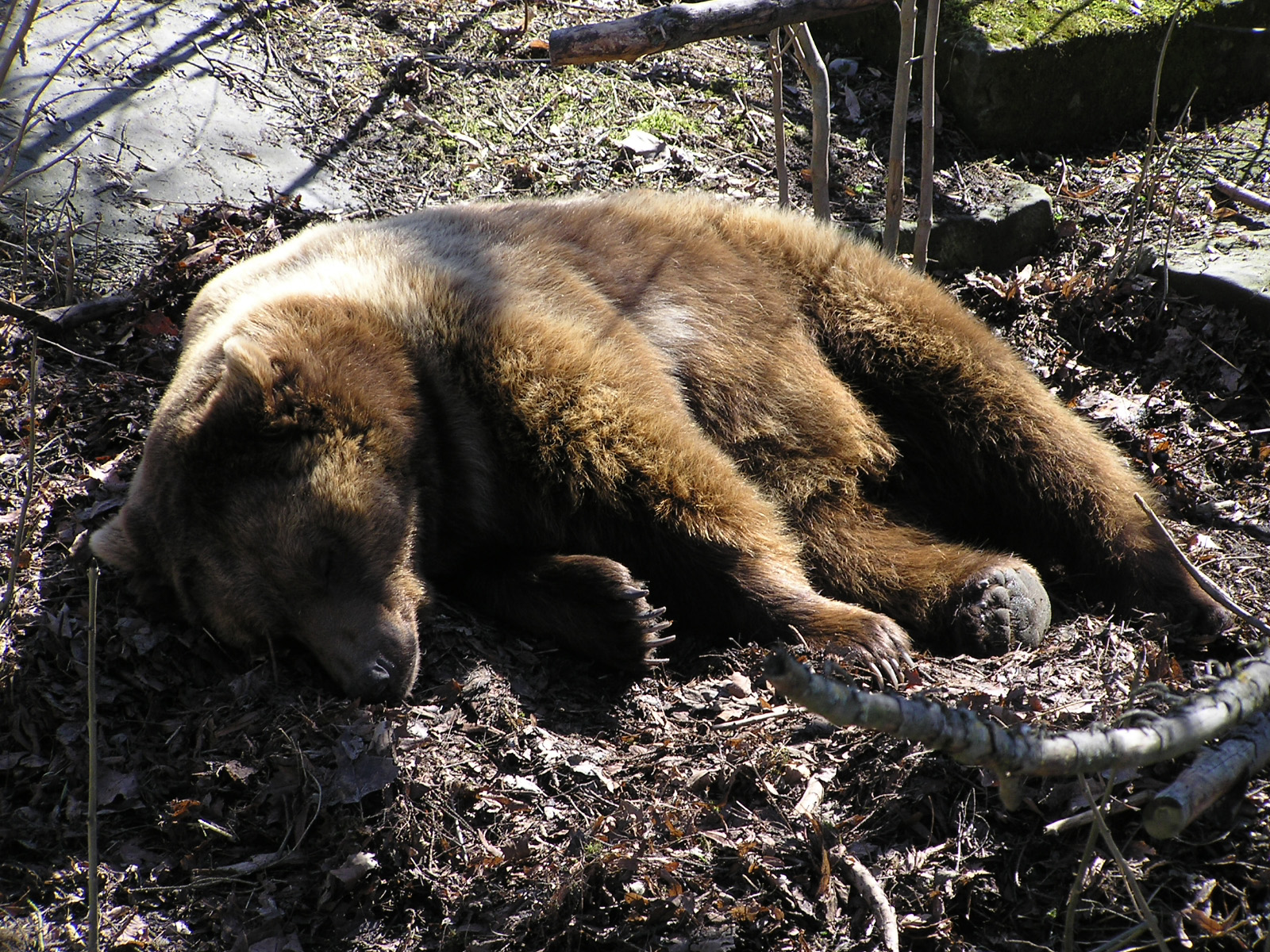
Ours brun eurasien au repos.

L'espèce d'origine de l'ours brun eurasien pourrait être apparue il y a 5 millions d'années bien qu'il y ait de nombreuses incertitudes. Les chercheurs ont trouvé que l'ours brun eurasien s'est séparé il y a 850 000 ans et a formé plusieurs branches : une en Europe occidentale, les autres en Russie, Europe de l'Est et Asie. Grâce à l'analyse de l'ADN mitochondrial, les chercheurs ont trouvé que la famille européenne s'est divisée en deux sous-groupes, un dans la péninsule Ibérique, l'autre dans les Balkans. Les populations d'ours bruns actuelles du sud de la Scandinavie viennent de la population pyrénéenne et ibérique qui s'y serait répandue après le dernier âge glaciaire.
L'ours des cavernes apparu il y a 250 000 ans et éteint il y a 27 500 ans était présent dans toute l'Europe et particulièrement dans les Pyrénées qui fait partie des zones où le plus d'ossements ont été retrouvés.
Les ours étaient à l'origine présents dans une grande partie de l'Europe et de l'Afrique du Nord, où ils furent abondamment chassés par l'Homme. Durant la préhistoire, l'Homme chassait l'ours notamment pour sa fourrure, qu'il utilisait pour la conception de vêtements, ainsi que pour sa viande. Dans l'Antiquité romaine, ces ours étaient capturés pour être utilisés dans des cirques où ils se battaient contre d'autres bêtes sauvages. Le Moyen Âge voit la naissance des montreurs d'ours ; ces "ours domestiqués" sont utilisés dans les foires et dans les fêtes.

### Disparition progressive

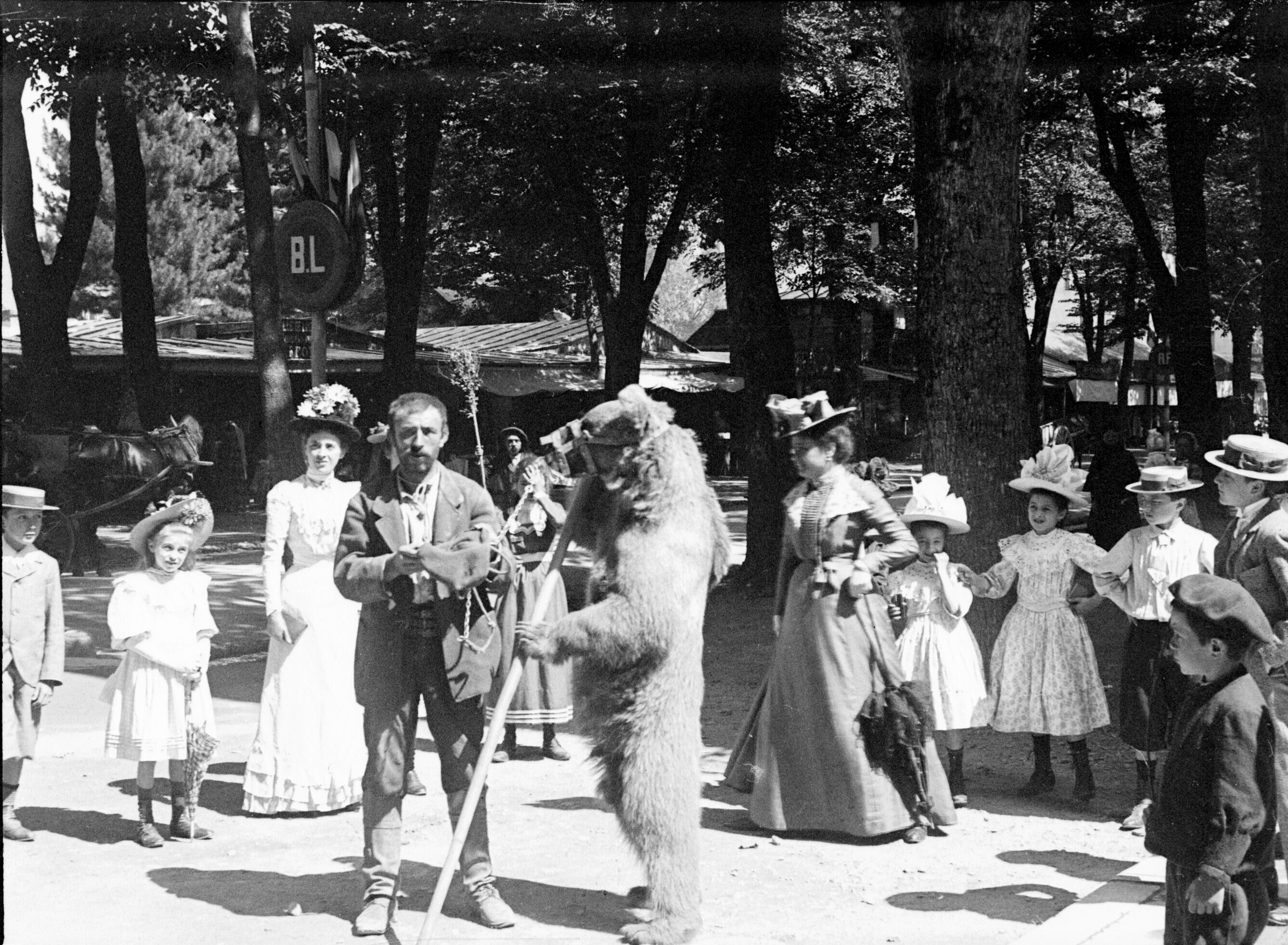
Dompteur d'ours à Luchon en 1900.

L'ours était à l'origine présent dans une grande partie de l'Europe, où il fut donc abondamment chassé au cours du Moyen Âge. Bien que les zones de plaine fissent partie de son habitat naturel, l'ours se retrouva peu à peu cantonné aux régions montagneuses telles que les Alpes, les Pyrénées, le Jura et les Vosges au XVIIIe siècle. À cause d'une pression toujours plus importante de l'Homme sur leur habitat et leur population, le nombre d'ours français ne cessa de diminuer. Dans les Pyrénées-Orientales, le dernier ours sauvage du département est tué en 1846, lors d'une battue organisée à cet effet. Dès le début du XXe siècle, il n'y a plus aucun ours en dehors des Pyrénées, où leur nombre est estimé entre 300 et 400. Le déclin est rapide. L'arrêt de la chasse à l'ours est effectif en 1962, alors qu'il reste environ 60 ours dans les Pyrénées,. L'ours brun est inscrit sur la liste des espèces protégées en 1979 et le premier plan de sauvegarde remonte à 1984. Une quinzaine d'individus était recensée dans les années 1980 et seulement cinq au milieu des années 1990.
La dernière ourse de souche pyrénéenne, Cannelle, a été abattue par un chasseur le 1er novembre 2004 et est aujourd'hui présentée naturalisée au muséum de Toulouse. Son fils Cannellito, né en 2004, est ainsi le dernier ours de souche pyrénéenne encore en vie. Il est isolé, avec Néré son père, dans les Pyrénées occidentales par les vallées d'Aure puis de la Pique et surtout celle de la Garonne, à au moins 50 km de la quinzaine de femelles, dont seulement cinq sont estimées suitées, présentes dans les Pyrénées centrales en 2015. Aucun prélèvement de sperme n'étant prévu, la souche pyrénéenne pourrait disparaître avec lui.
L'aire de répartition de l'ours des Pyrénées est distante de 250 km de celle de l'ours cantabrique qui comptait 370 individus en 2020.

### Réintroduction depuis les années 1990
En septembre 1982, à Foix, le président François Mitterrand s'engage auprès de Jean-Michel Boineau à « sauver les ours et protéger l'espèce […] sans léser les agriculteurs ».
Au début des années 1990, le gouvernement lance un programme visant à restaurer une population d'ours viable, c'est-à-dire suffisamment nombreuse, en introduisant dans les Pyrénées des ours bruns d'origine slovène, proches de la souche pyrénéenne sur le plan de leur patrimoine génétique et de leur mode de vie.
Entre mai 1996 et mai 1997, trois ours slovènes sont relâchés à Melles dans les Pyrénées centrales : deux femelles, Mellba et Ziva, en 1996 et un mâle, Pyros, en 1997. Les deux femelles étant gravides, elles donnent naissance à cinq oursons la même année. En 2006, cinq ours slovènes supplémentaires sont lâchés dont quatre femelles : Palouma, morte la même année, Franska, morte l'année suivante, Sarousse, qui semble stérile, et Hvala, qui a eu quatre portées pour 9 naissances en 7 ans, ainsi qu'un jeune mâle, Balou, ceci conformément au plan de restauration et de conservation de l'ours brun dans les Pyrénées françaises pour 2006-2009.

### Depuis la réintroduction
2011
En 2011, 22 ours auraient été détectés dans l'ensemble des Pyrénées françaises et espagnoles. En 2013, 25 ours sont détectés, soit trois de plus qu'en 2012, et, dans le même temps, les attaques de troupeaux ont diminué de 38 %. Le 17 avril 2014, une oursonne vivante est découverte près du village d'Aubert, dans le Val d'Aran, et nommée Auberta. Le 9 juin suivant, Balou est retrouvé mort sur les hauteurs de Melles, vraisemblablement victime d'une chute. En août 2014, la population d'ours est estimée à 30 individus dans tout le massif pyrénéen. Le 20 novembre suivant, l'oursonne Auberta, âgée de dix mois, est retrouvée morte à son tour.
Fin 2014, la population d'ours retenue après détection est de 33 individus, soit trente-et-un dans le noyau oriental, dont 3 mâles reproducteurs vivants au lieu d'un, de 2000 à 2013, et 2 mâles isolés dans le noyau occidental, dont Cannellito.
2015
En 2015, la population d'ours est trop faible, trop éparpillée dans le massif et trop consanguine, cinq ours seulement n'étant pas parents du mâle dominant Pyros, pour y espérer la survie de l'espèce dans la durée. Dans ce contexte, la généralité de Catalogne (programme PirosLIFE) a réintroduit le 6 juin 2016 un ours slovène mâle, baptisé Goiat dans la commune d'Alt Àneu, dans le Pallars Sobirà.
2016
Le 1er juillet 2016, six années après l'engagement du processus d'évaluation du projet par le ministère de l'Environnement, le renouvellement du Comité de Massif des Pyrénées a permis le vote à 50 % en faveur de l'introduction d'une femelle dans le noyau occidental pour tenter d'éviter l'extinction de la souche pyrénéenne historique, sans que sa date soit encore fixée.
En 2016, l'Effectif Minimal Détecté (EMD) dans l'ensemble du massif des Pyrénées est de 39 individus dont trois sont morts dans l'année.
Une étude du Muséum d'histoire naturelle préconise de lâcher deux femelles dans les Pyrénées occidentales, où il n'y a plus que deux mâles, et quatre autres dans les Pyrénées centrales pour éviter la consanguinité,. La question de la réintroduction de femelles dans les Pyrénées occidentales fait débat, notamment à cause de l'opposition de certains bergers qui ont peur de subir le même sort et les mêmes dommages que leurs homologues des Pyrénées centrales. La mort de 209 brebis, après un dérochage survenu sur le versant espagnol du mont Rouch a suscité une vive émotion dans le département. Pour les éleveurs, la principale préoccupation est de retrouver le reste du cheptel, effrayé par les mauvaises conditions météorologiques. La configuration des lieux gêne considérablement les recherches sur place. Au total, ce seraient plus de 600 bêtes qui resteraient introuvables. Il convient de préciser que le cheptel menacé se trouve alors dans le domaine public communal ou domanial sans être gardé par des bergers.
Bien que les Français soient majoritairement pour la sauvegarde de l'ours dans les Pyrénées[réf. nécessaire] et pour le lâcher de ces deux femelles, le conseil départemental de l'Ariège a réaffirmé, début septembre, son « opposition à la réintroduction des ours en des lieux où ils n'ont plus leur place depuis la relance du pastoralisme et le développement de la civilisation de loisir ». « L'État, seul responsable du retour des ours dans le massif pyrénéen, doit assumer les conséquences de cet échec dévastateur », a ajouté le groupe majoritaire des élus du département, appelant dans un communiqué « toutes les parties concernées par cette catastrophe en devenir à organiser conjointement et en urgence les états généraux du pastoralisme ».
2017
En août et en septembre 2017, le ton monte en Ariège : quatre agents de l'ONCFS sont agressés par une trentaine d'individus lors d'une expertise de dommages commis par des ours puis une vidéo d'un commando d'une trentaine d'hommes cagoulés et armés est envoyée aux médias. Ils proclament alors la réouverture de « la chasse à l'ours » en Ariège et promettent de mener une résistance active face aux agents de l'État, invoquant le précédent de la guerre des Demoiselles.
2018
Le 26 mars 2018, Nicolas Hulot, ministre de la transition écologique, a déclaré au quotidien Le Parisien qu'il souhaitait introduire deux ourses dans les Pyrénées-Atlantiques, demandant au préfet de bien vouloir organiser la concertation afin que cette réintroduction réussisse. Une mission de concertation a alors démarré, boycottée par les opposants aux ours,. Cette annonce est confirmée par le successeur de Nicolas Hulot, François de Rugy, lors d'un déplacement à Pau le 20 septembre 2018. Les 4 et 5 octobre 2018, les ourses slovènes Claverina et Sorita sont lâchées dans le noyau occidental, en Béarn.
2019
En randonnée avec son père, naturaliste, un enfant de neuf ans filme un ours et reste plusieurs heures à l'observer.
2020
L'ours Cachou a été empoisonné en avril 2020 sur le versant espagnol,.
En juin, l'ours Gribouille est tué par balles en Ariège. Une enquête judiciaire est ouverte et est classée sans suite en 2024.
L'ourse femelle Sarousse a été abattue le dimanche 29 novembre 2020 dans la comarque de Ribagorce en région Aragon dans un bois du val de Bardají, les chasseurs bénéficiant pendant le confinement du Covid 19 d'autorisations étendues de déplacement. C'est le troisième ours tué par l'Homme en 2020.
2021
En 2021 (chiffres 2020) la population avoisine les 70 ours pour les 2 versants pyrénéens, principalement dans les Pyrénées centrales.
Le 20 novembre 2021, l'ourse Caramelles est tuée par un chasseur dans des circonstances rappelant la mort de sa mère Mellba. Le procès d'André Rives qui a abattu cet ours dans le périmètre de la réserve domaniale du Mont-Valier est ouvert au tribunal correctionnel de Foix le 18 mars 2025. Quinze autres chasseurs présents sur les lieux comparaissent pour diverses infractions au droit de la chasse. Une vingtaine d’associations se sont constituées parties civiles, contre l'infraction caractérisée à l'encontre de la protection absolue de l’ours dans les Pyrénées.
2022.
En 2022, il y aurait "au moins 76 ours", dont six dans les Pyrénées occidentales, et soixante-neuf dans les Pyrénées centrales.

### Soutiens et oppositions

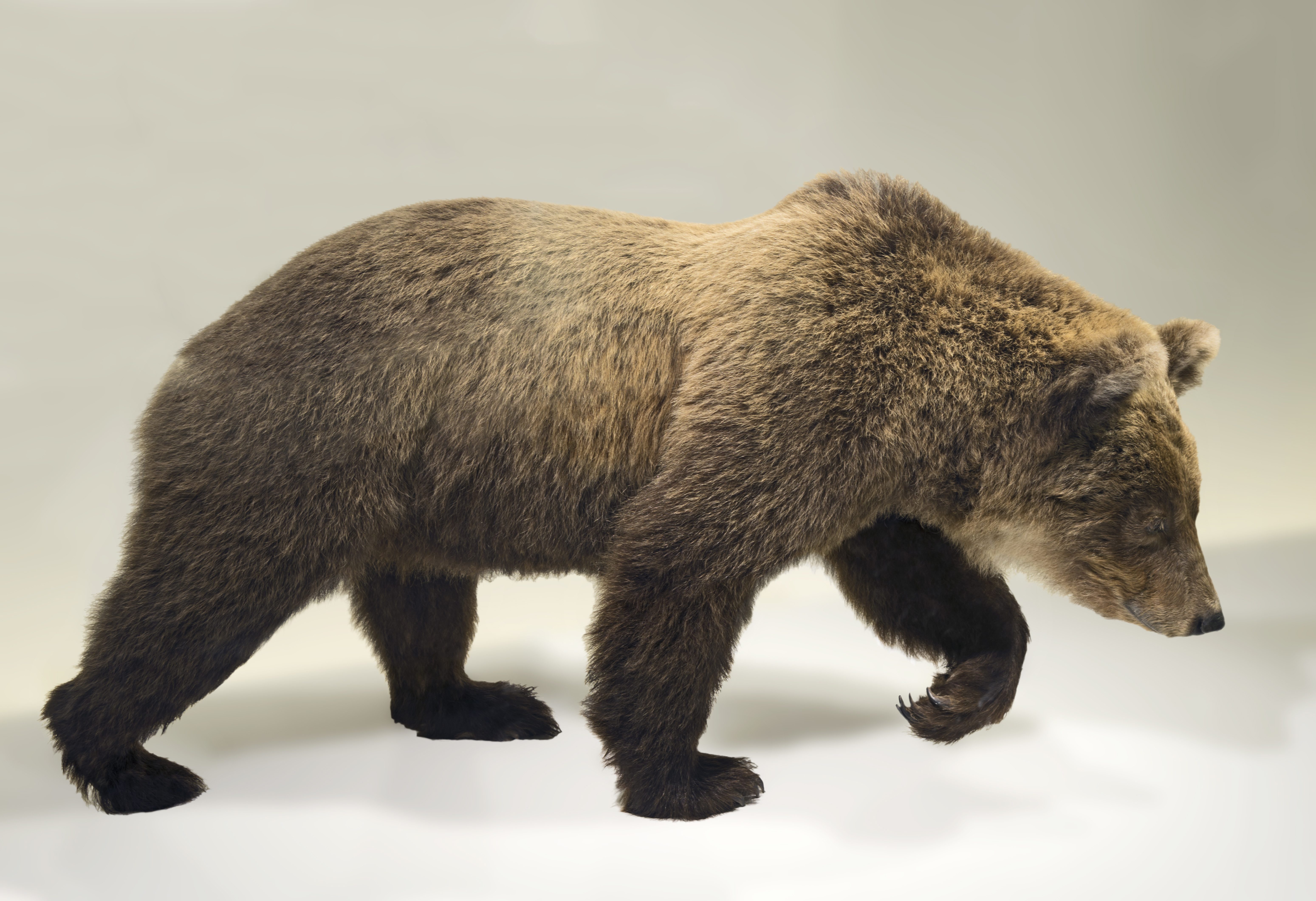
L'ourse Cannelle au muséum de Toulouse.

Après la mort très médiatisée de la dernière ourse de souche pyrénéenne, Cannelle, abattue par un chasseur le 1er novembre 2004, de fortes mobilisations ont eu lieu, pour ou contre les ours des Pyrénées, entre ceux qui désirent sa sauvegarde et ceux qui s'opposent aux conséquences de sa présence.
Dans les endroits où ils sont nombreux, les ours causent des dommages directs aux troupeaux (bêtes tuées individuellement, blessures, dérochements massifs). Les mesures de protection idoines s'avérent indispensables face à ces prédateurs. Depuis la fin des années 1990, l'introduction d'ours slovènes suscite de fortes tensions entre les éleveurs, les agents de l'État et les membres d'associations soutenant la présence des prédateurs.
En 2010, l'État français décide de rembourser les éleveurs à hauteur du prix d'achat les bêtes tuées par les ours. Cette indemnisation est jugée insuffisante car elle ne tient pas compte des dommages indirects (stress, avortements) et ne compense pas la perte d'un cheptel sélectionné souvent depuis plusieurs générations, qu'il convient de sauvegarder.
En 2018, un sondage est réalisé par l'Ifop permettant de mesurer le soutien des Français, comme des Pyrénéens, à la protection de l'ours en France et aux lâchers de deux femelles en Béarn, où il reste deux mâles. Il apparaît que 84 % des Français soutiennent le maintien d'une population d'ours dans les Pyrénées (soit une progression de 8 points par rapport au sondage précédent de 2008). Le soutien reste massif dans les Pyrénées occidentales avec 76 % d'avis favorables (78 % dans les Pyrénées-Atlantiques et 70 % dans les Hautes-Pyrénées).
Un autre sondage effectué par l'Ifop en juin 2018 dans les Pyrénées-Atlantiques apporte une note discordante : 57 % des sondés souhaitent limiter la réintroduction et la protection des espèces animales protégées comme les ours et les vautours, contre 41 % qui veulent les protéger. Devant la détermination des opposants qui bloquaient les routes d'accès, les ourses Claverina et Sorita ont été amenées par hélicoptère, les 4 et 5 octobre 2018. Quelques jours auparavant, le gouvernement d'Aragon avait exprimé son opposition à l'introduction « unilatérale » de ces deux plantigrades.
L'opposition aux ours reste forte en Ariège : le 19 août 2019, une affiche est découverte placardée à Auzat. Elle porte une mise en garde à l'adresse des touristes et des randonneurs, les incitant à rester sur les chemins de randonnée et à porter des vêtements fluorescents. Le 9 juin 2020, un jeune ours mâle est retrouvé tué par balles au cirque de Gérac dans la commune d'Ustou dans une zone de haute montagne, selon l'annonce de la ministre de la Transition écologique Élisabeth Borne. Le cadavre a été hélitreuillé pour expertise dans le cadre de l'enquête. C'est le deuxième ours retrouvé mort en 2020 dans les Pyrénées : deux mois plus tôt, la dépouille de l'ours Cachou, né en 2015, a été retrouvée dans le Val d'Aran en Espagne.

## Alimentation
L'ours des Pyrénées est un omnivore opportuniste à nette dominante végétarienne[réf. nécessaire]. Dans les Pyrénées, les éleveurs le perçoivent plutôt comme un carnivore ; or, l'étude de son régime alimentaire montre bien la diversité de son alimentation. Il satisfait son appétit printanier par la consommation de végétaux herbacés, plus occasionnellement par celle de cadavres. Les racines lui procurent des oligo-éléments. Dès le début de l'été, il consomme des fruits charnus (myrtilles, bourdaines, framboises), ce jusqu'en début d'automne dès l'apparition des fruits secs (glands, faînes, châtaignes). Il se nourrit également, pendant la période estivale, des protéines d'origine animale que lui procurent notamment les ongulés domestiques ou sauvages.
La prédation des ours contre la faune sauvage n'est pas systématique[réf. nécessaire]. À ce jour, aucun impact significatif de la prédation contre les ongulés sauvages en Europe n'a été mis en évidence[réf. souhaitée]. Dépourvus des aptitudes prédatrices des canidés et des félidés sauvages, les ours attaquent généralement les individus vulnérables. Concernant le comportement d'attaque contre le cheptel domestique, il est observé régulièrement contre des troupeaux vulnérables car non protégés.
Lorsque l'ours était chassé légalement, sa viande était souvent consommée, soit par les chasseurs et leurs proches, soit dans des restaurants comme celui du Grand Hôtel des Princes aux Eaux-Bonnes, ou celui de l'Hôtel de la Barbacane à Foix. Des boucheries en vendait, dont deux à Toulouse, notamment la boucherie Delzescaux popularisée par le célèbre photographe toulousain Jean Dieuzaide, qui exposait une carcasse d'ours andorran en février 1953.

## L'ours des Pyrénées dans la culture

### Culte de l'ours

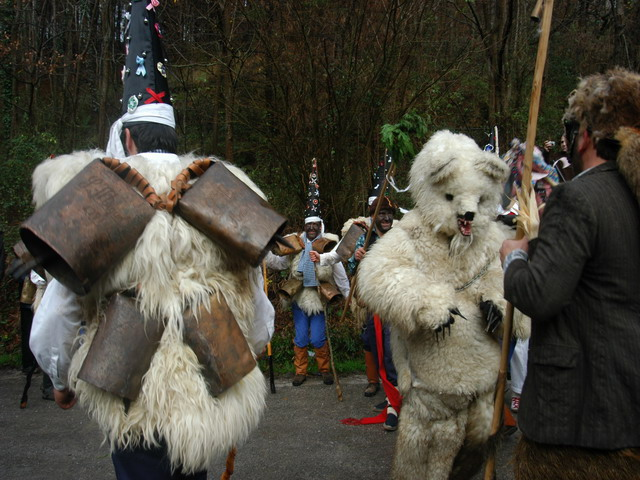
Carnaval de La Vijanera, en Cantabrie, où l'ours (el Oso), incarnation du mal, est tué chaque année.

Les traces d'un ancien culte de l'ours sont nombreuses dans les Pyrénées, puisqu'il existe deux divinités directement liées à cet animal, qui furent vénérées localement dans le Comminges.
Alors que partout en Europe, les différents cultes liés à l'ours furent sévèrement combattus afin de mettre un terme à des pratiques qualifiées de païennes, conduisant à une diabolisation progressive de l'animal, le prestige de l'ours semble s'être plus ou moins conservé dans les Pyrénées.

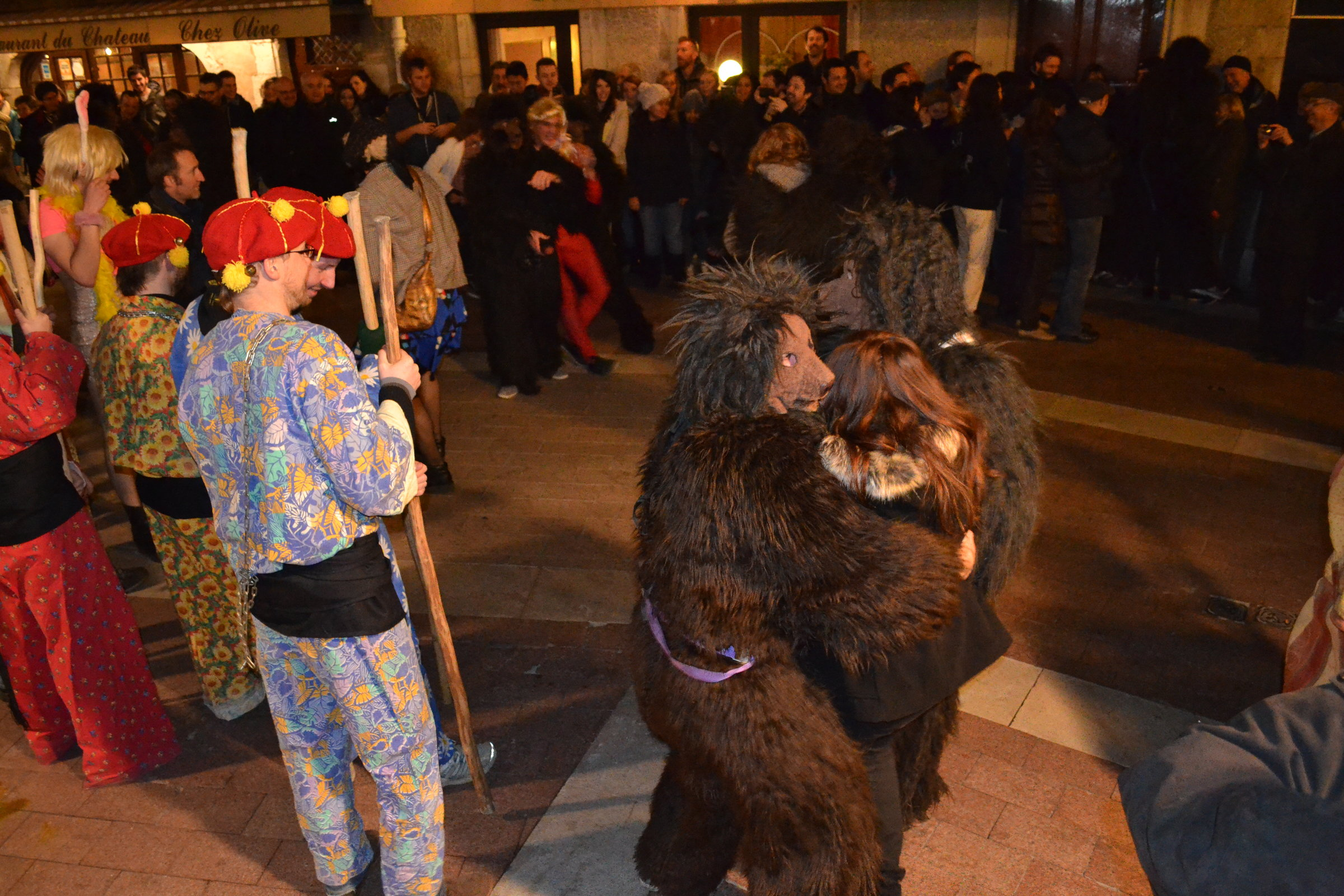
La chasse à l'ours du Carnaval biarnés de Pau.

### Carnaval

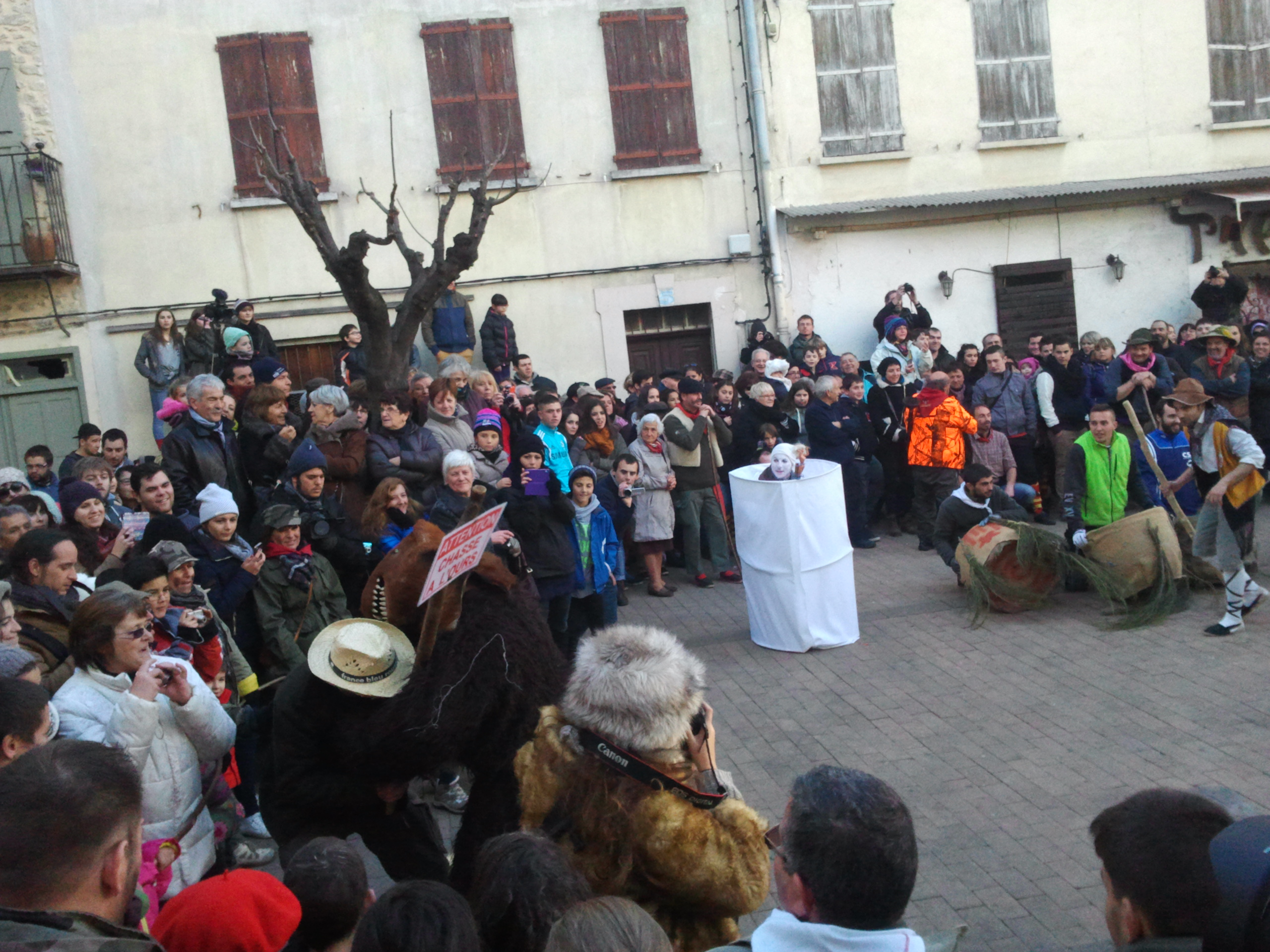
Fête de l'ours à Arles-sur-Tech (Pyrénées-Orientales).

Les cultes de l'ours se retrouvent encore sous des formes « folklorisées » très ancrées dans la tradition locale. Ce sont généralement des manifestations liées au Carnaval et au renouveau du printemps, symbolisées par la sortie de l'hibernation de l'animal qui a lieu à la Chandeleur. Des chasses à l'ours ritualisées ont lieu : un homme est revêtu de fourrures, le visage noirci ou masqué, il court les rues en donnant la chasse aux femmes, avec des simulacres sexuels très explicites : « L'Ours, allongé sur la route, se laisse aller à des mouvements extrêmement suggestifs — tout à fait adaptés, certes, aux recherches d'un ritualiste sur la fécondité — toujours enveloppé dans la peau de son animal sacré, car l'obscénité est un bon recours magique pour la fertilité ». Puis il est pris en chasse par des chasseurs et par divers personnages aux masques et aux tenues également ritualisées, avant d'être mis à mort. La mort de l'ours n'est que provisoire, car chacun sait qu'il reviendra l'année suivante. Ces festivités ont lieu plus souvent en Soule, en Bigorre, en Andorre et en Roussillon,, ainsi qu'au cours du Carnaval biarnés de Pau.
Dans trois villes du Vallespir en Catalogne française, se poursuit depuis de longues années la traditionnelle fête de l'ours : en février à Prats-de-Mollo, Arles-sur-Tech et Saint-Laurent-de-Cerdans. Cette pratique festive, désormais médiatisée, est inscrite à l'inventaire du patrimoine culturel immatériel en France depuis 2014. Aucun animal n'y est martyrisé, chaque année un jeune homme prend l'allure de l'animal pour malmener sans violence jeunes hommes et femmes ; enduit de noir, il macule le visage et les habits de ses « victimes » dans une ambiance de joie. Celui qui tient le rôle de l'ours se fait toujours prendre par les bergers après une longue journée festive chargée de poursuites près des murs de la ville.

### Montreurs d'ours
Les montreurs d'ours pyrénéens, et notamment ceux de l'Ariège, ont acquis une réputation bien au-delà de leurs frontières d'origines. Le village d'Ercé était réputé pour son « école des ours ». Des oursons capturés étaient élevés et dressés, puis ils partaient avec leurs maîtres pour de longs périples dans toute l'Europe et jusqu'aux Amériques.

### Mythologie et symbolique
Comme en Bulgarie, en Roumanie, dans les Balkans, en Asie, en Yougoslavie ou chez les Natifs d'Amérique du Nord, les Pyrénéens ont longtemps considéré l’ours comme l'ancêtre de l'homme[réf. nécessaire] ou encore, comme un homme sauvage, souvent même il avait le statut d'un dieu[réf. nécessaire]. Certaines attitudes proches de celles de l'humain lui ont valu cet anthropomorphisme. Ainsi les Béarnais le nomment « lou pedescaou », le va-nu-pieds, ou encore « lou Moussu », le Monsieur. Il reçoit des prénoms comme Dominique et Martin.
Pour les Basques, c'est « Hartzs » (dont le prénom puis nom de famille Garcia pourrait dériver). L'ours était autrefois un symbole de résurrection et de fertilité[réf. nécessaire], l'Église s'est donc efforcée de lutter contre ces anciens cultes animistes[réf. nécessaire]. Dans d'anciennes légendes, le pic d'Ossau représente la tête de Jean de l'Ours[réf. souhaitée].
L'ours symbolisait les cultes païens, il était donc important pour les chrétiens de montrer cet animal dans des postures de soumission face à l'homme chrétien, même le plus humble, ainsi était démontrée la "supériorité" du dogme chrétien sur les divinités païennes[réf. nécessaire].
En Aragon, l'Ome grandizo de la vallée d'Onsera (toponyme lié à l'ours) était un géant armé d'une hache de pierre, toujours accompagné d'un ours.

### Hagiographie
Aventin de Larboust ôte une épine de la patte d'un ours. La légende très répandue de saint Martin de Tours obligeant un ours, qui avait dévoré sa monture, à remplacer celle-ci, et le nom de Martin fréquemment donné à l'ours, est largement connue dans les Pyrénées.

### Contes
Jean de l'Ours, Juan ou Xan de l'Ours pour les Basques, Joan de l'Os pour les catalans est un conte à propos d'un garçon né de l'accouplement d'un ours et d'une femme.

### Témoignages

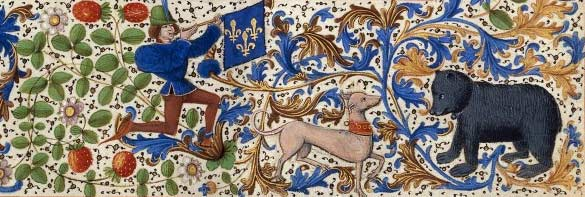
Chasse à l'ours dans les Chroniques de Jean Froissart, fin du XVe siècle.

L'histoire de Pierre de Béarn, demi-frère bâtard de Gaston Fébus, est rapportée par Jean Froissart et conte sa lutte sans pitié contre un ours gigantesque. Après avoir vaincu cette bête, l'homme fut frappé de somnambulisme. Dans les mêmes chroniques, le comte de Biscaye chassait un ours lorsque ce dernier se retourna afin de lui prédire une mort indigne pour avoir traqué un animal innocent. Jean Froissart suppose que les ours pyrénéens sont d'anciens chevaliers qui furent changés en ours par les dieux païens en punition d'une faute, et Michel Pastoureau pense que cette histoire fait écho à une survivance des rites de passages dans les Pyrénées, consistant à tuer un ours.

### Toponymies
Dans les Pyrénées, nombreux sont les toponymes issus de l'ours, tels que la vallée d'Ossau, la vallée d'Onsera et celle de la Barousse arrosée par la rivière l'Ourse, les pics de la Coumeille de l'Ours ou de la Tute de l'Ours.

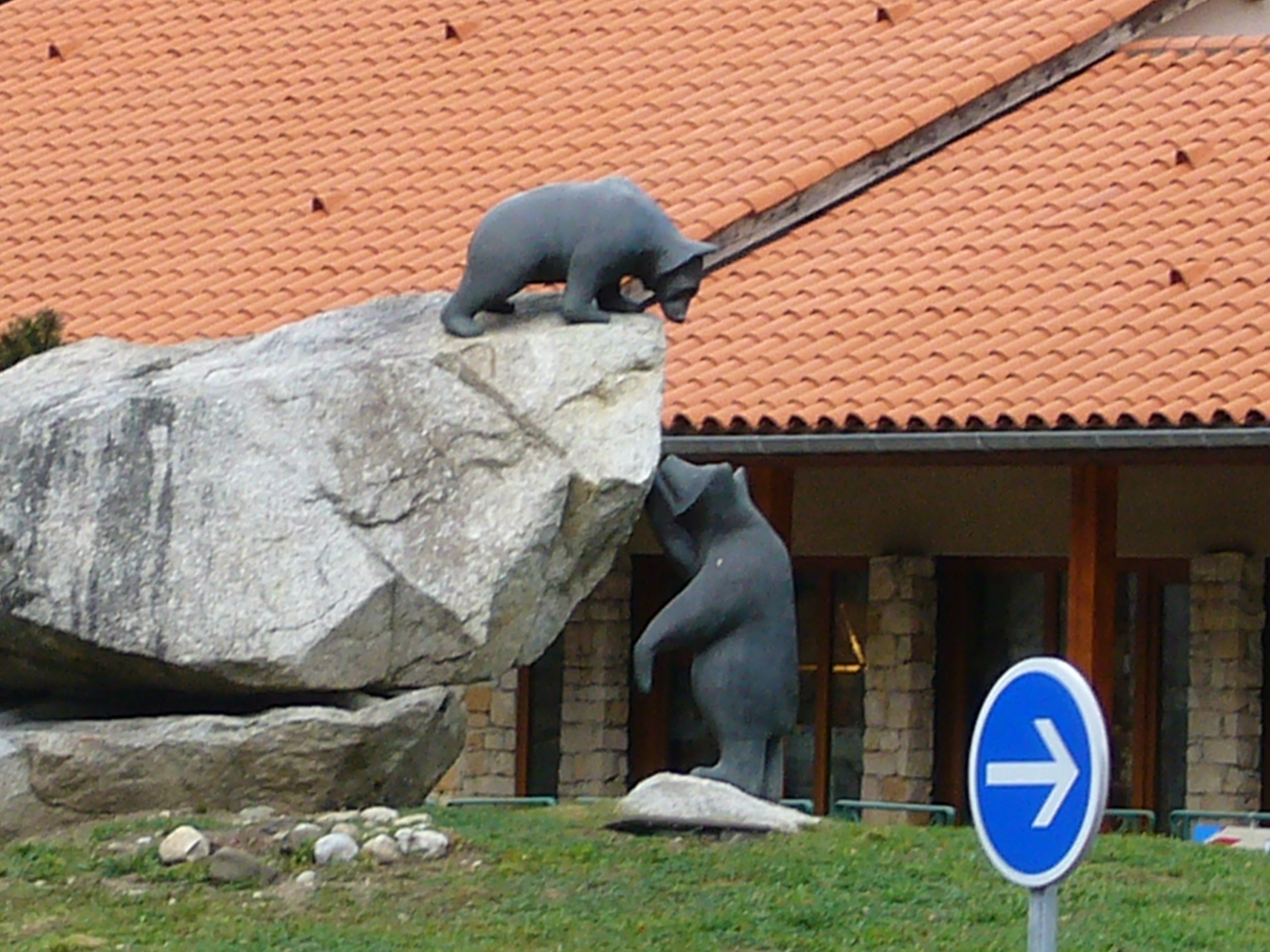
Sculpture sur un rond-point d'Axat (Aude).

### Timbre-poste
Le 16 septembre 1991, l'administration des PTT émet un timbre-poste représentant « l'ours des Pyrénées ». La dessinatrice du timbre est Huguette Sainson.